# Ялтинські провізорії

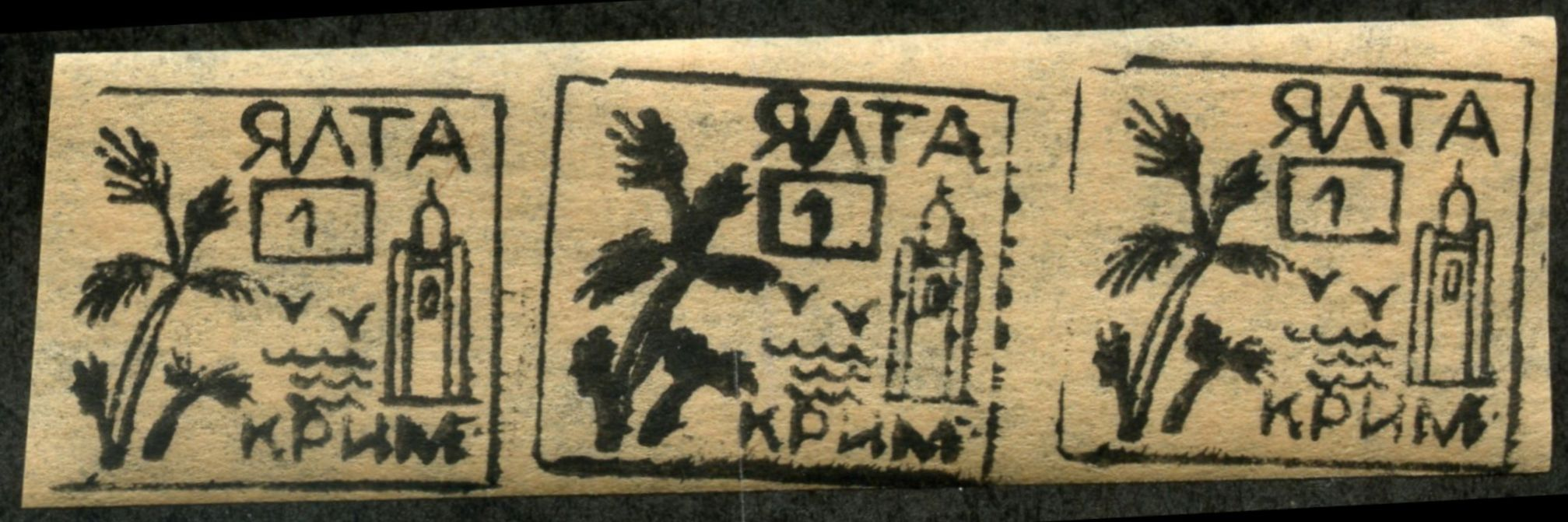
Ялтинські провізорії номіналом у 1 карбованець (1993)

Ялтинські провізорії, або тимчасові допоміжні марки, — тимчасові знаки поштової оплати, що випускалися Ялтинським міським виробничо-технічним вузлом зв'язку (ВТВЗ) у вересні-жовтні 1993 року.

## Опис

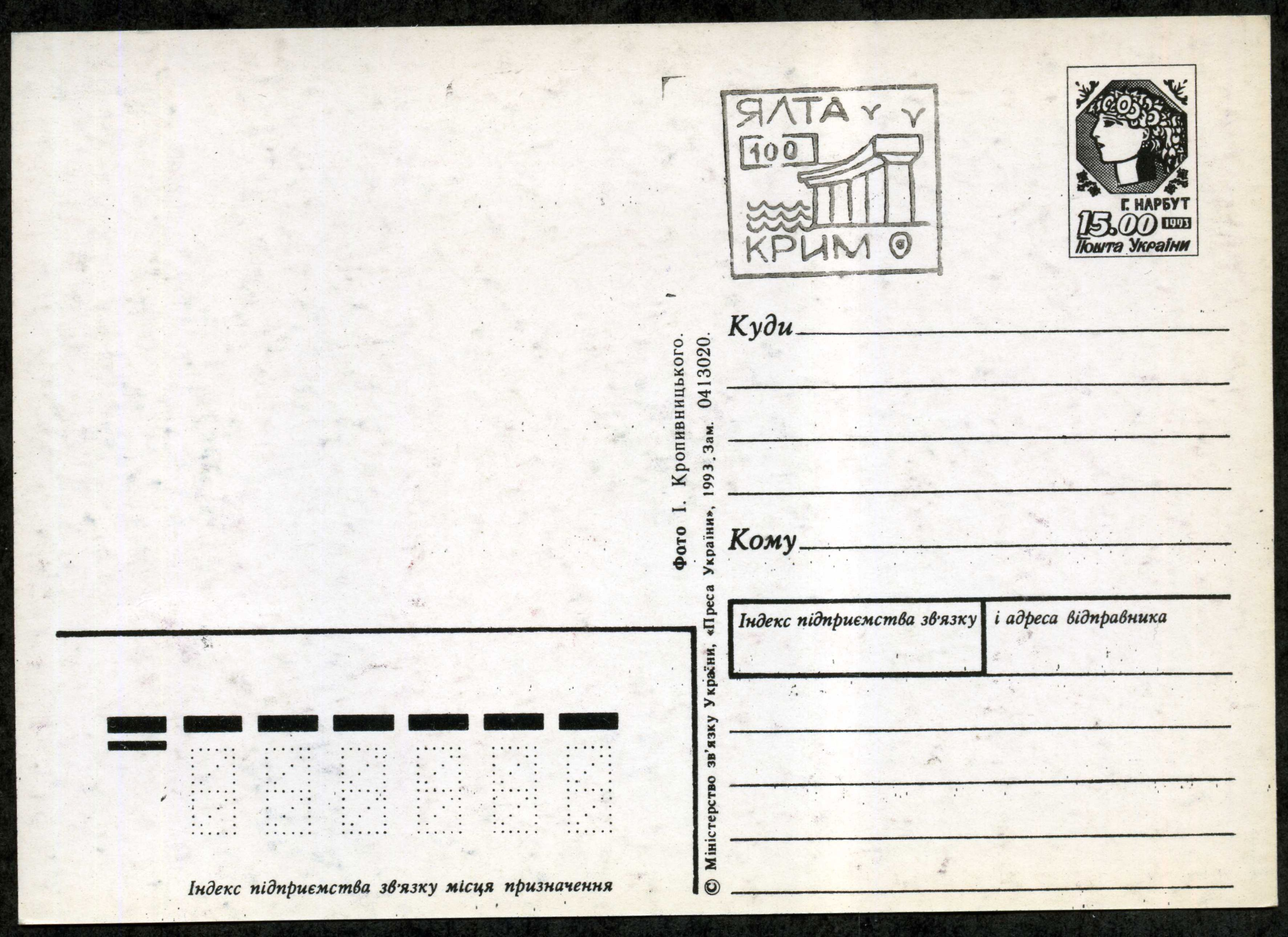
Листівка з ялтинським провізорієм номіналом у 100 карбованців, яка не пройшла пошту

Тимчасові допоміжні марки (провізорії) Ялти віддруковані незначним накладом, за допомогою штемпельної фарби на гумованій бандерольній стрічці двох типів — темно-коричневою і жовто-коричневою. При цьому використані кліше, що були спеціально виготовлені для цих цілей і застосовувалися для наддруковування конвертів, поштових карток та листівок. Випуск містить 14 провізоріїв із різним малюнком і номіналами від 1 до 250 карбованців.

## Історія
Провізорії були введені в обіг Ялтинським ВТВЗ зважаючи на зміну поштових тарифів і недоліку поштових марок України, на додаток до штемпелів переоцінки, що вживалися із січня 1992 року для наддруковування конвертів, карток та листівок.
Тимчасові допоміжні марки почали надходити в обіг з 2 вересня 1993 року і використовувалися для оплати поштових відправлень на поштамті та деяких поштових відділень Ялти до середини 1994 року. У міру витрачання марок, їхні наклади додруковували. Негашені екземпляри цих марок не відпускалися у вільний продаж.
У грудні 1993 року, у зв'язку зі збільшенням поштових тарифів, Ялтинським ВТВЗ були виготовлені кліше з великими номіналами (1800, 1900, 2000, 2500 і 3000 карбованців), які призначалися для перетарифікації конвертів у далеке зарубіжжя. Були виготовлені проби марок із цими номіналами. Відбитки робилися вручну парним металевим штампом на стрічках жовтувато-коричневого гумованого паперу. Але проби не були затверджені до тиражування, і марки вказаних номіналів у обігу не були.

## Статус
Незабаром, після випуску допоміжних поштових марок, на філателістичних ринках стали з'являтися фальсифікати «під Ялту» інших малюнків та інших номіналів (500, 1000 та ін.). У зв'язку з цим ялтинський клуб колекціонерів направив запит до міського ВТВЗ для з'ясування обставин справжнього випуску.
Існує документ, що засвідчує справжність ялтинських провізоріїв, який станорвить собою офіційний лист — відповідь Ялтинського ВТВЗ від 22 квітня 1994 року на запит Ялтинського клубу колекціонерів щодо використання відділеннями зв'язку міста Ялти тимчасових допоміжних марок. До листа додавалася копія усіх зразків даних марок, а також штемпелів переоцінки.
| Лист Ялтинського ВТВЗ від 22 квітня 1994 року з інформацією щодо ялтинських провізоріїв | Лист Ялтинського ВТВЗ від 22 квітня 1994 року з інформацією щодо ялтинських провізоріїв | Лист Ялтинського ВТВЗ від 22 квітня 1994 року з інформацією щодо ялтинських провізоріїв |
| --------------------------------------------------------------------------------------- | --------------------------------------------------------------------------------------- | --------------------------------------------------------------------------------------- |
|                                                                                         |                                                                                         |                                                                                         |
| Сторінка 1 листа                                                                        | Сторінка 2 із зразками 31 штемпеля переоцінки                                           | Сторінка 3 із зразками 14 тимчасових допоміжних марок                                   |

У 1995 році інформація про ялтинські провізорії була опублікована в журналі «Філателія», а в 2007 році — поміщена в каталог-довідник «Провізорні випуски України 1992—1999 рр.». Крім того, ялтинські провізорії увійшли до каталогу поштових марок України 1918—2007 років.
Проте серед філателістів немає одностайної думки щодо автентичності тимчасових допоміжних марок Ялти, про що свідчать дискусії на філателістичних форумах.